# Nørre Vinge Kirke
Nørre Vinge Kirke er en kirke i Nørre Vinge Sogn. Den ligger i Nørre Vinge med udsigt til Tjele Langsø.
Kirken hører til Tjele-Nørre Vinge Pastorat.
Kirken er en typisk landsbykirke med skib, kor, tårn og våbenhus. Omkring kirken ligger en forholdsvis lille kirkegård.
Folketingsmedlemmet Christian Langballe har været sognepræst ved kirken.

## Eksterne kilder og henvisninger
- Nørre Vinge Kirke hos KortTilKirken.dk